# Gerlach von Houthem

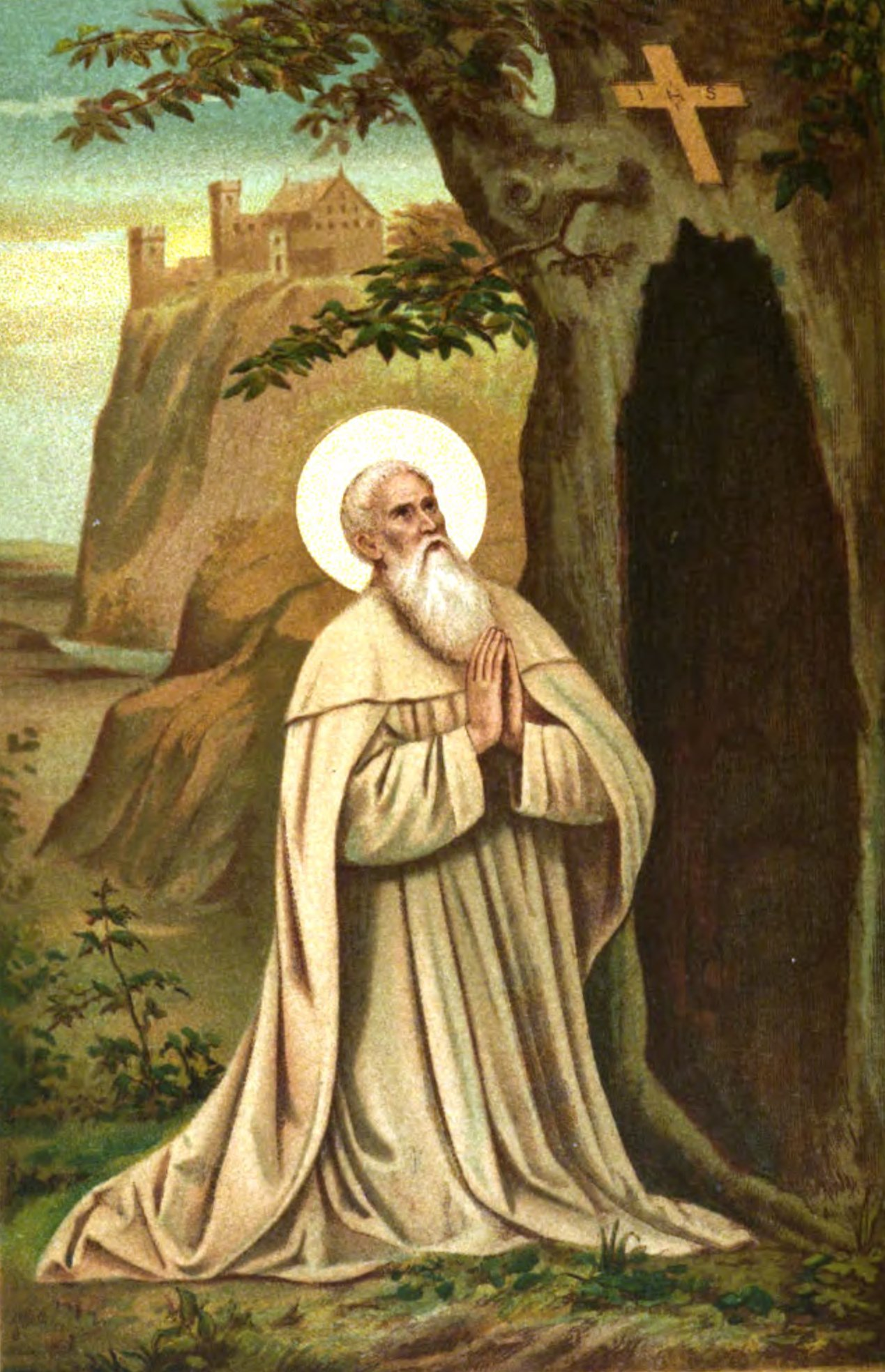
Gerlach von Houthem, im Hintergrund die Valkenburg

Gerlach von Houthem (Namensvarianten: Gerlachus, Gerlac, Gerlach von Valkenburg, und andere; * um 1100 in Valkenburg aan de Geul; † zwischen 1164 und 1177 in Houthem bei Valkenburg aan de Geul) war ein Ritter und nachfolgend Eremit aus dem Herzogtum Limburg. Er wurde später heiliggesprochen und wird besonders im Raum Maastricht und Aachen in vielfältiger Weise verehrt. Sein katholischer Gedenktag ist der 5. Januar.

## Leben und Wirken
Gerlach war von adeliger Herkunft und nahm als Ritter an verschiedenen Kampfeinsätzen, aber auch an Ritterturnieren teil. Bei einem dieser auswärtigen Turniere wurde ihm mitgeteilt, dass zu Hause seine Frau gestorben sei. Gerlach zeigte sich zutiefst betrübt darüber, dass er in ihren letzten Tagen nicht anwesend gewesen war, und bereute sein leichtfertiges Leben. Er pilgerte daraufhin nach Rom und bat den Papst um eine angemessene Buße. Dieser riet ihm, zunächst sieben Jahre lang nach Jerusalem zu pilgern und dauerhaft ein christlich asketisches Leben zu führen. 
Gerlach verschenkte daraufhin alle Besitztümer und Luxusgüter und begab sich auf die auferlegte Pilgerreise nach Jerusalem. Dort arbeitete er in einem Krankenhaus der Johanniter und als einfacher Hirte auf dem Feld. Anschließend ließ sich Gerlach in dem kleinen Weiler Houthem bei Valkenburg im Göhltal als Einsiedler nieder. Dort richtete er seine Behausung in einem hohlen Baum ein, trug zur Buße eine juckende Tunika, darüber ein Kettenhemd und schlief auf Steinen. Darüber hinaus pilgerte er täglich frühmorgens zur zehn Kilometer entfernten Grabstätte des heiligen Servatius von Tongern in Maastricht. Ausschließlich samstags wanderte er stets nach Aachen, machte Rast an der Jakobskapelle und zog weiter zur Aachener Pfalzkapelle, um dort die Gottesmutter zu verehren. Anschließend machte er noch einen Abstecher zur Abtei Rolduc, wo er seine Beichte ablegte.
Im Laufe der Zeit sprach sich Gerlachs Lebensweise herum und er wurde sowohl von den einheimischen Bauern für seine vermeintlichen Heilungen durch Handauflegen bei kranken Tieren als auch von Hildegard von Bingen, mit der er in regelmäßigem Briefkontakt stand, sowie von den Päpsten für seine Disziplin geschätzt. Er gab den Armen Essen, fand Freunde in hohen Kreisen, und Adlige suchten Rat bei ihm. Aber es gab auch Zweifler wie beispielsweise die Bewohner der Propstei Meersen, die ihn für einen Scharlatan hielten und ihn verdächtigten, unter seinem hohlen Baum einen Geldschatz versteckt zu halten. Der herbeigerufene zuständige Bischof von Lüttich ließ den Baum fällen und den Boden abtragen. Nachdem jedoch nichts von dem vermeintlichen Geldschatz gefunden worden war, wurden für Gerlach als Entschädigung aus dem Holz des gefällten Baumes und weiterer Eichen aus der Umgebung zwei Hütten erbaut, die zum einen als Kapelle und zum anderen als Einsiedelei dienen sollten. Für seine geistliche Betreuung war er weiterhin den Mönchen aus der Abtei Rolduc anvertraut.

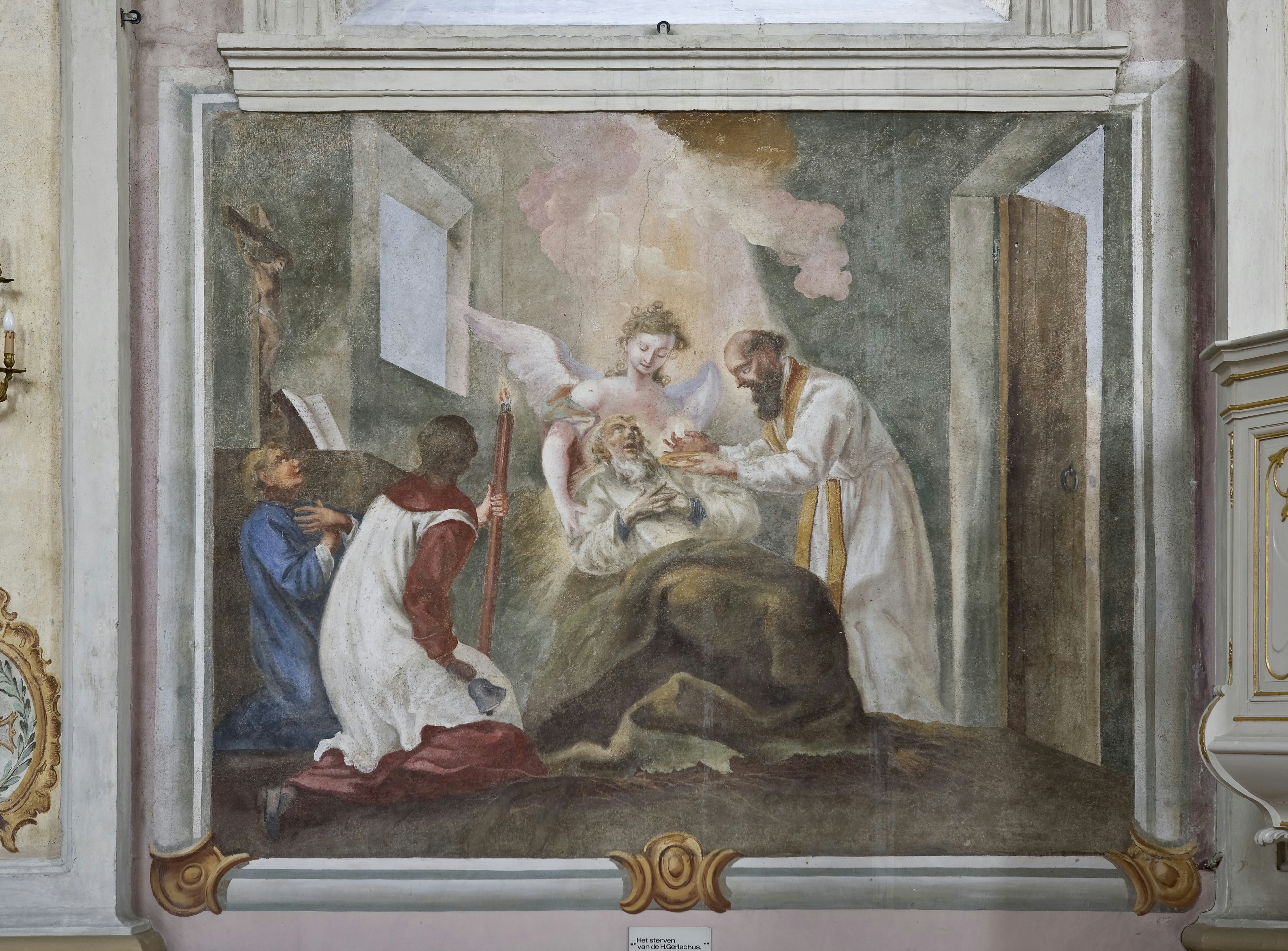
Krankensalbung Gerlachs, Wandgemälde in der St.-Gerlach-Kirche

Die Bewohner von Meersen blieben jedoch nach wie vor skeptisch und verweigerten ihm in seinen letzten Stunden vor dem Tod die Kommunion und die Krankensalbung. Da auch der Weg für die Mönche aus Rolduc zu weit und im Winter zu beschwerlich war, erschien der Legende nach eine Gestalt in einem weißen Gewand, um Gerlach die Sterbesakramente anzubieten. Anschließend verzog sich die Gestalt und unter den Anwohnern entstand der Glaube, dass es der heilige Servatius persönlich gewesen sein müsse. Gerlach starb an einem 5. Januar und je nach Literaturauslegung zwischen 1164 und 1177, wobei das Wasser aus der nahegelegenen Quelle, dem Gerlachusbrunnen, dreimal zu Wein geworden sein soll.
Als Voraussetzung zur später erfolgten Heiligsprechung Gerlachs musste dieser nach seinem Tod ein Wunder vollbracht haben. In seinem Fall wird überliefert, dass ein Junge, der an einem Kieferabszess litt, geheilt wurde, nachdem er Wasser mit Sand aus dem Grab Gerlachs getrunken hatte. Daraufhin wurde die Grabstätte zu einem Wallfahrtsort und die Gläubigen pilgerten dorthin, um Sand, Splitter, Zähne und kleine Knochen aus dem Skelett als Reliquien zu sammeln.
Nach Gerlachs Heiligsprechung ließ Gosewijn IV. von Valkenburg († vor 1212) anstelle der Einsiedelei das Prämonstratenserkloster St. Gerlach und anstelle der Kapelle die Klosterkirche St. Gerlach in der Nähe von Gerlachs alter Grabstätte bei Houthem errichten. Er stattete die Kirche mit einem prächtigen Mausoleum aus und ließ die Gebeine Gerlachs dorthin überführen.

## Verehrungen

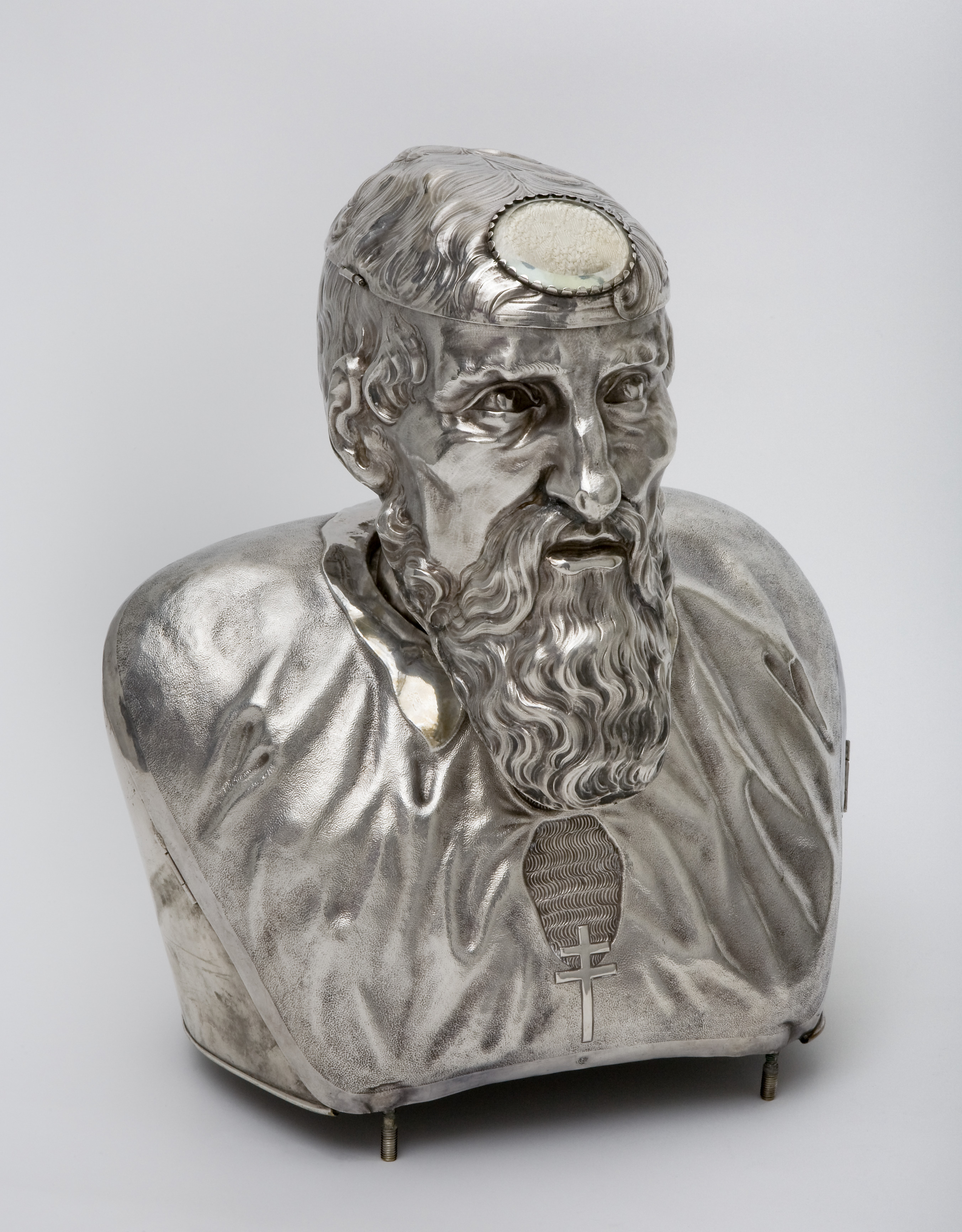
Reliquienbüste in der St-Gerlach-Kirche

Hauptverehrungsort ist weiterhin die St. Gerlach-Kirche in Houthem, an deren Wänden mehrere großflächige Gemälde, geschaffen von dem Barockmaler Johann Adam Schöpf, mit Szenen aus Gerlachs Leben aufgetragen sind. Mittig des Kirchenschiffs befindet sich Gerlachs Mausoleum, in dem eine Nische mit geweihtem Sand eingebaut ist, den man gemäß der Überlieferung mitnehmen kann. Er soll in den Stallungen ausgestreut gegen Tierkrankheiten helfen, zwischen die Hörner der Ochsen geschmiert deren Abstoßung verhindern oder mit dem Getreide vermischt Ratten und Mäuse abwehren. Der gelbliche Sand unter dem Mausoleum wird regelmäßig aufgefrischt und stammt aus einem Mergelbruch bei Margraten.
Seit Januar 2009 sind die noch recht vollständigen und in gutem Zustand gebliebenen Gebeine von Gerlach, die zuvor in einer alten Holzkiste unter einem Seitenaltar gelagert waren, in einem neuen Bronzereliquiar am Mausoleum in versiegelten violetten Seidentüchern untergebracht. Gerlachs Schädel selbst befindet sich dagegen in einer eigens dafür in den Jahren von 1704 bis 1706 von dem Maastrichter Silberschmied Fredericus Wery geschaffenen Reliquienbüste und zählt als das bedeutendste Objekt in der Schatzkammer der Kirche.
In Zusammenarbeit mit Wissenschaftlern der Universität Maastricht wurde im Jahr 2014 eine Initiative ins Leben gerufen, das Gesicht des Heiligen Gerlach anhand seines Schädels zu rekonstruieren. An Gerlachs Todestag, dem 5. Januar 2015, wurde diese Rekonstruktion feierlich durch den Bischof von Lüttich Jean-Pierre Delville enthüllt. Mehrere Sponsoren, darunter Mitglieder der Rolling Stones, waren an der Finanzierung beteiligt.
Weitere Orte der Heiligenverehrung Gerlachs sind unter anderem in einem Ortsteil von  Horst aan de Maas, wo eine 1773 nach überstandener Viehseuche errichtete Votivkapelle dem Heiligen geweiht wurde. Ebenso erhielt zum Gedenken an den heiligen Gerlach die Einsiedelei Unserer lieben Frau vom verschlossenen Garten in Warfhuizen in der Provinz Groningen im Jahr 2011 eine Reliquie aus dem Mausoleum in Houthem zur dauerhaften Aufbewahrung.
Darüber hinaus wurde die Bauernsiedlung, die sich im Laufe der Zeit um Gerlachs ehemalige Eremitage gebildet hatte, ebenso wie die dortige Hauptdurchgangsstraße „St. Gerlach“ benannt und dem Ort Houthem zugewiesen. Des Weiteren wurde die 1875 neu erbaute St. Gerlachkirche im niederländischen Ort Banholt in der Gemeinde Eijsden-Margraten dem heiligen Gerlach geweiht. Ferner benannten sich die 1905 gegründete Ortsharmonie Oirsbeek und bereits seit Mitte des 20. Jahrhunderts mehrere örtliche Pfadfindergruppen in Hoensbroek und Maastricht sowie die jährliche Pilgertour von Maastricht nach Houthem nach dem Heiligen. Schließlich benannte auch die Stadt Aachen eine Straße nach dem ehemaligen Dompilger, an dessen Raststätte nahe der damaligen Jakobskapelle und heutigen Jakobskirche.

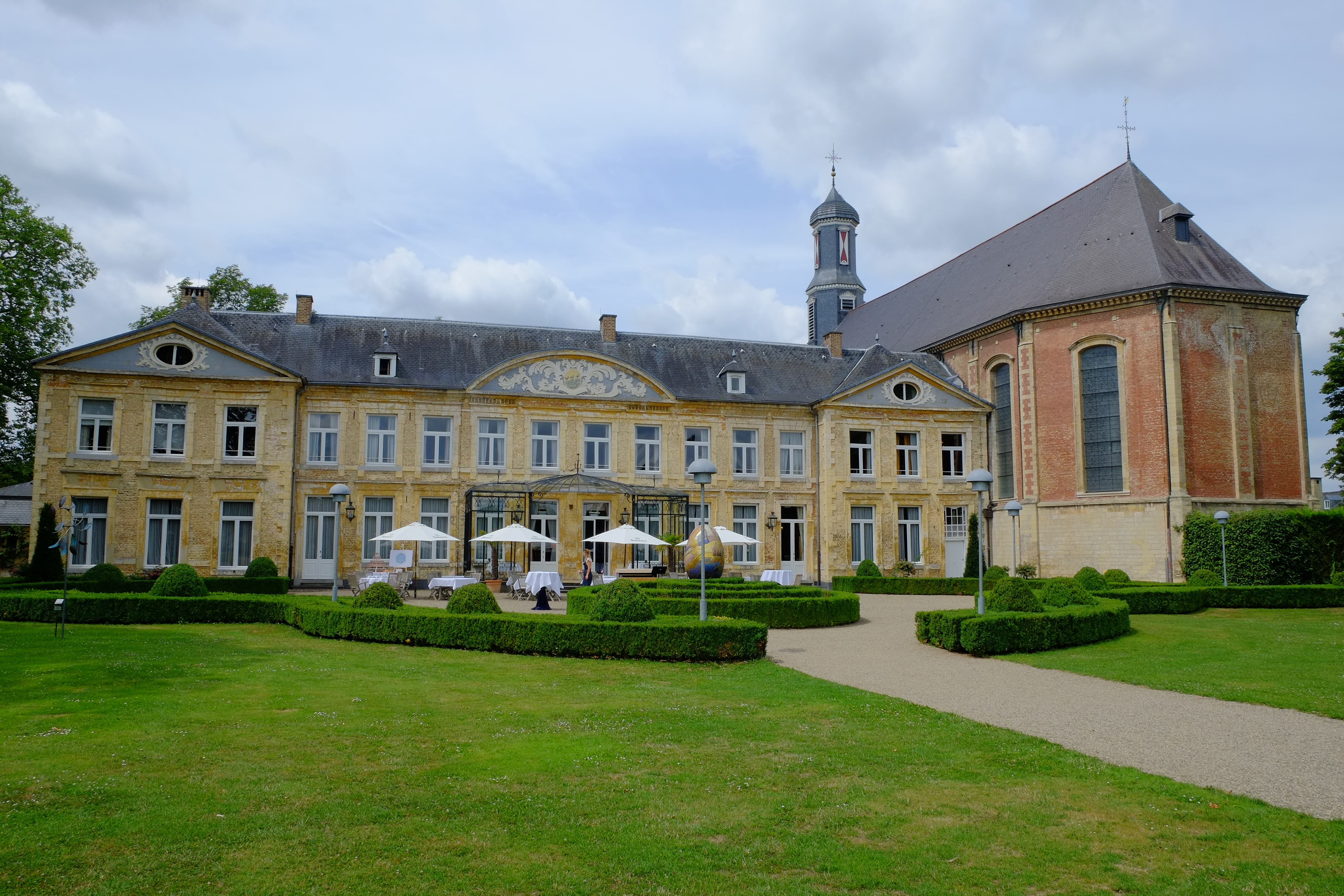
St. Gerlach-Kloster und -Kirche in Houthem
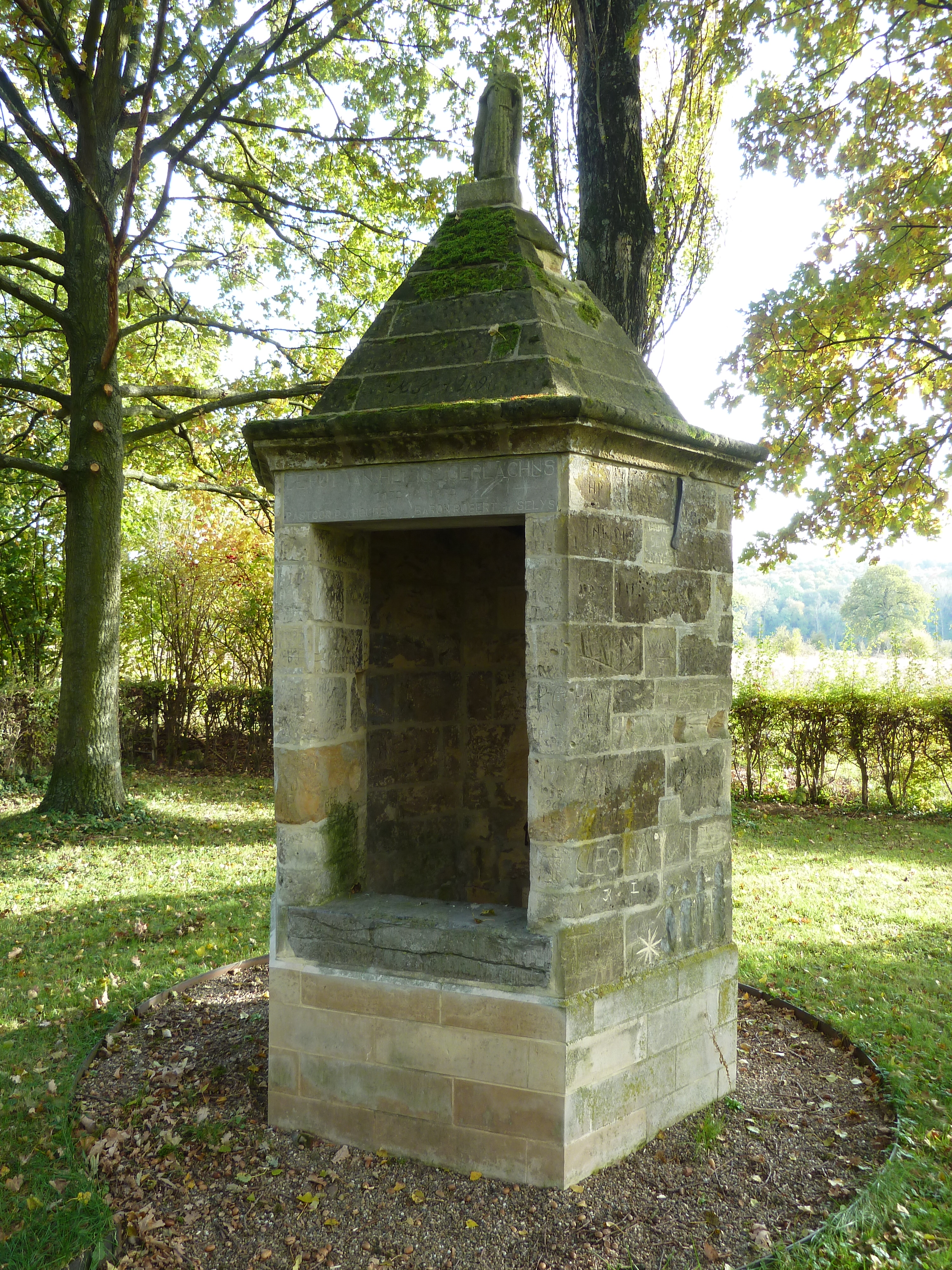
Gerlachbrunnen in Houthem
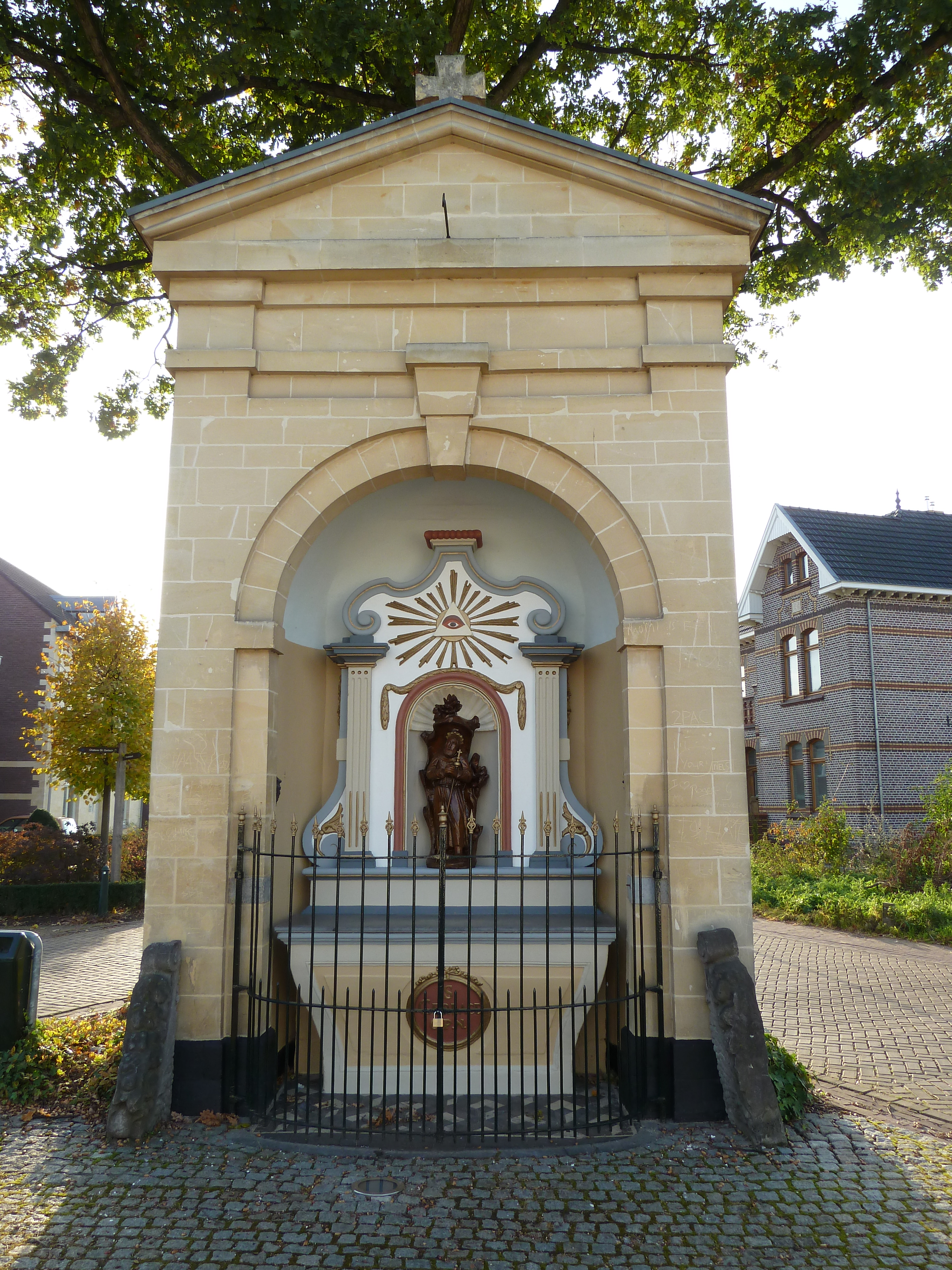
Gerlachkapelle in Houthem
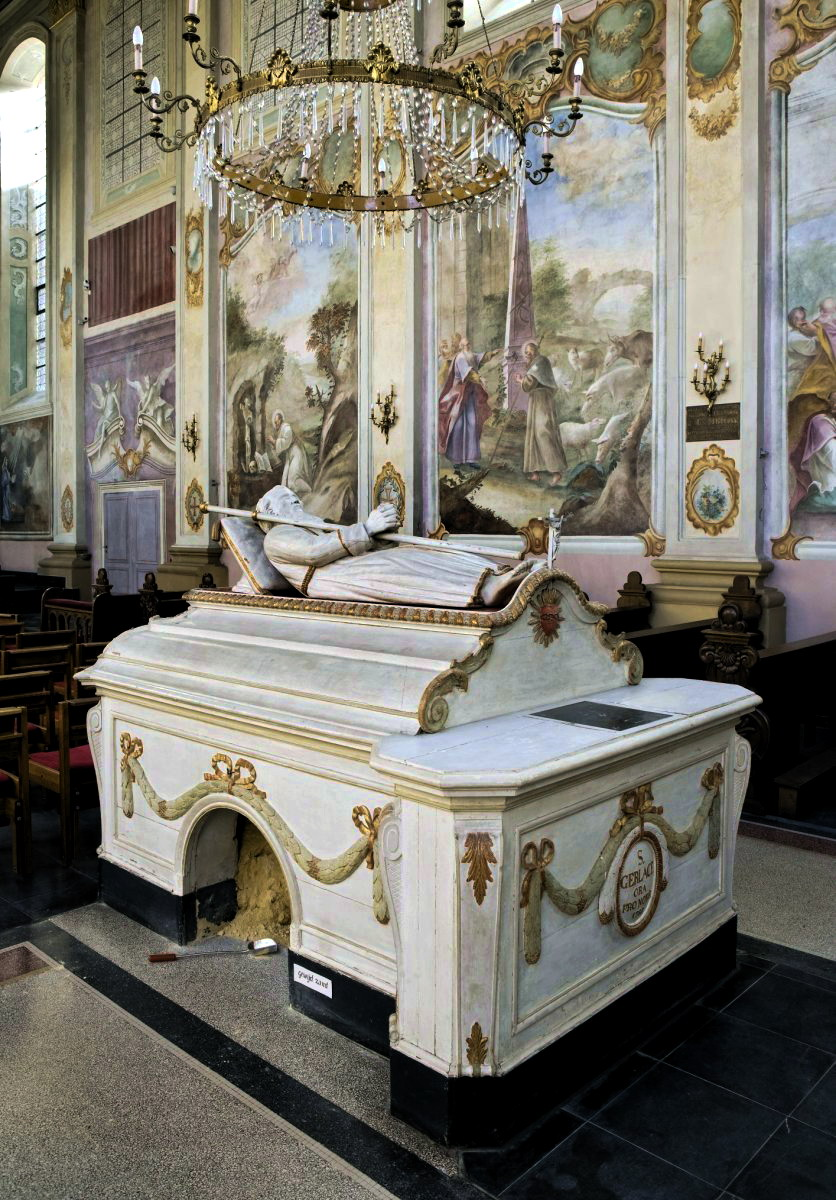
Grabkammer in der St. Gerlach-Kirche
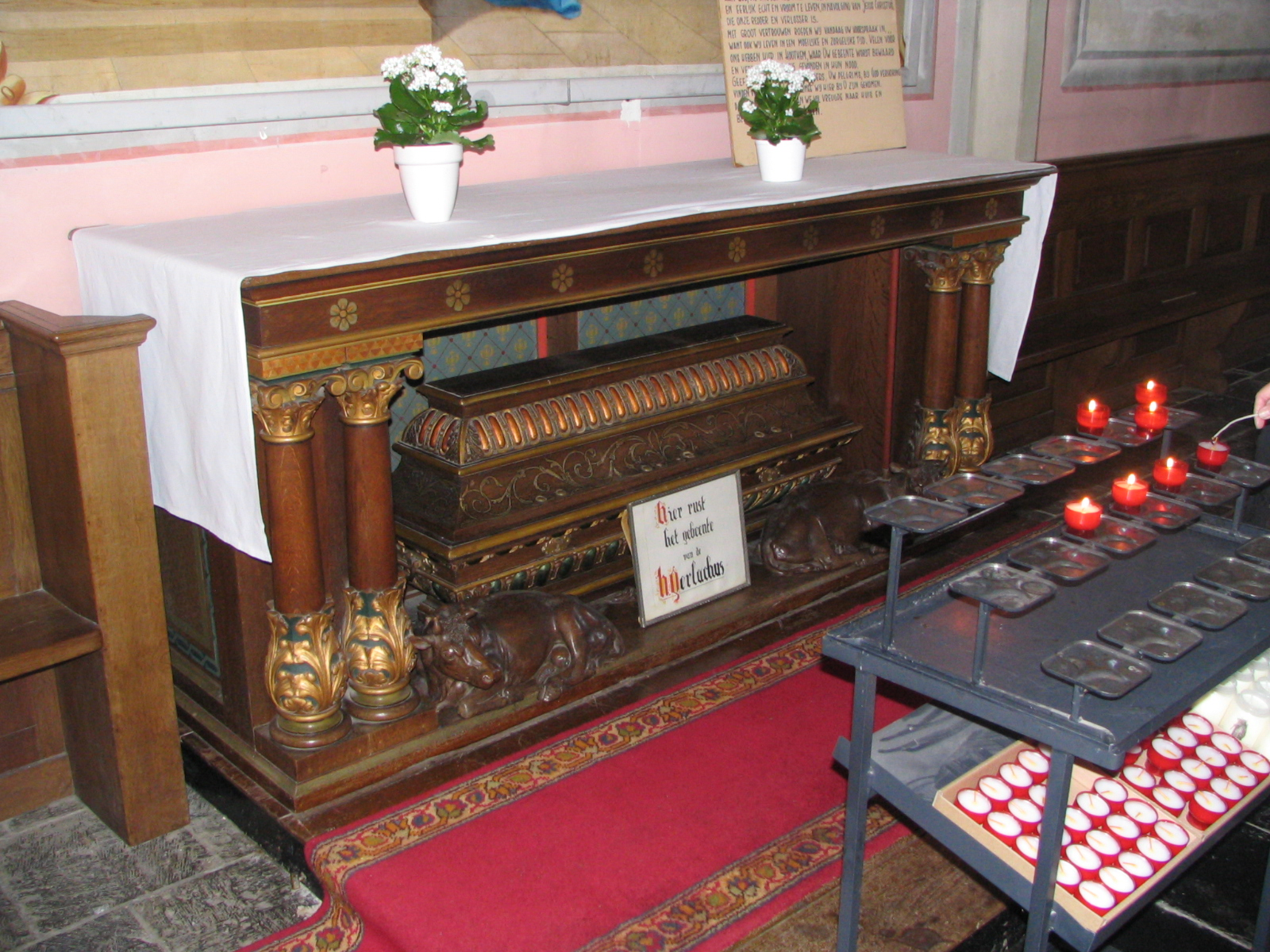
Alter Reliquienschrein in der St. Gerlach-Kirche
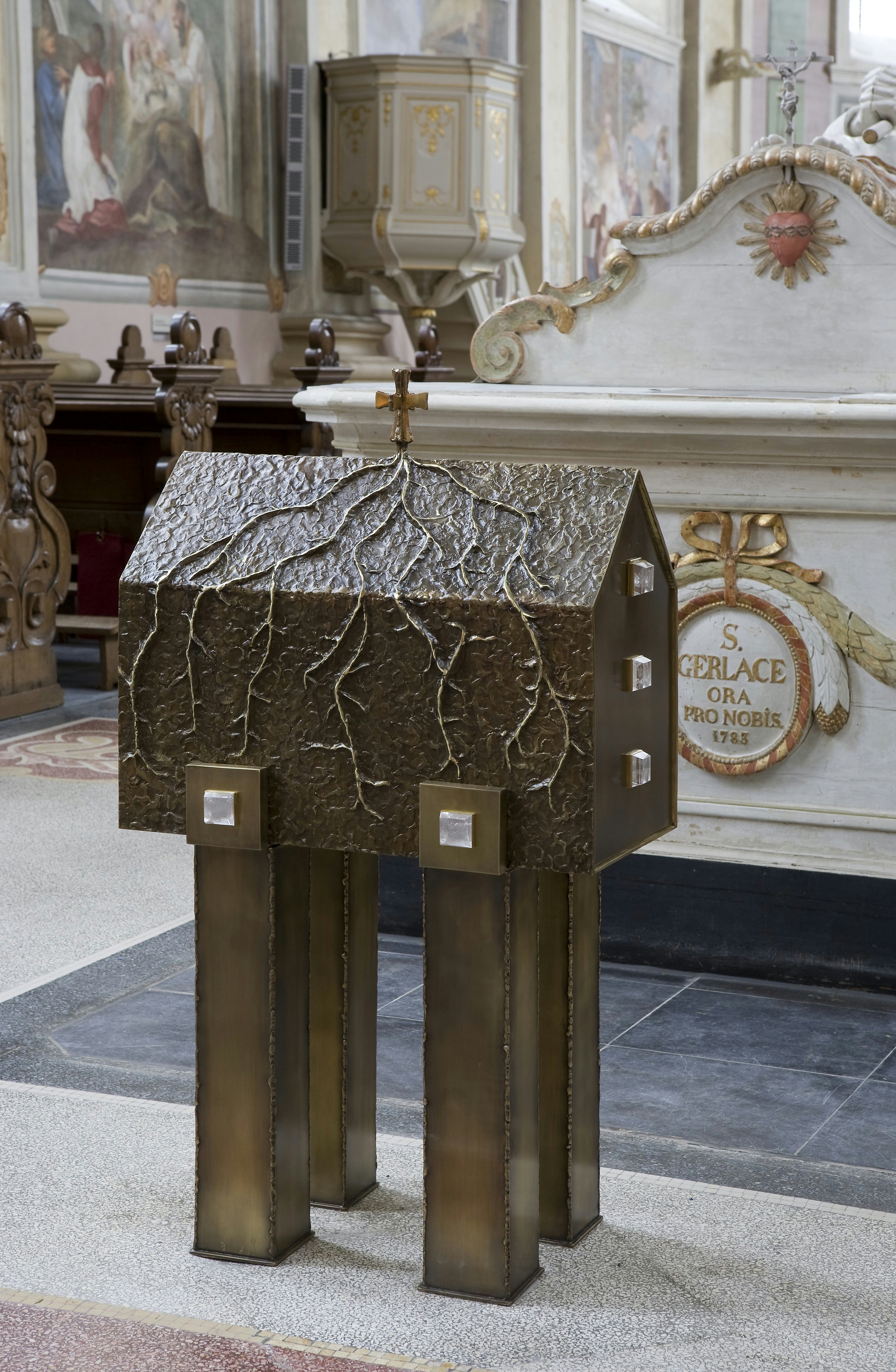
Neuer Reliquienschrein in der St. Gerlach-Kirche
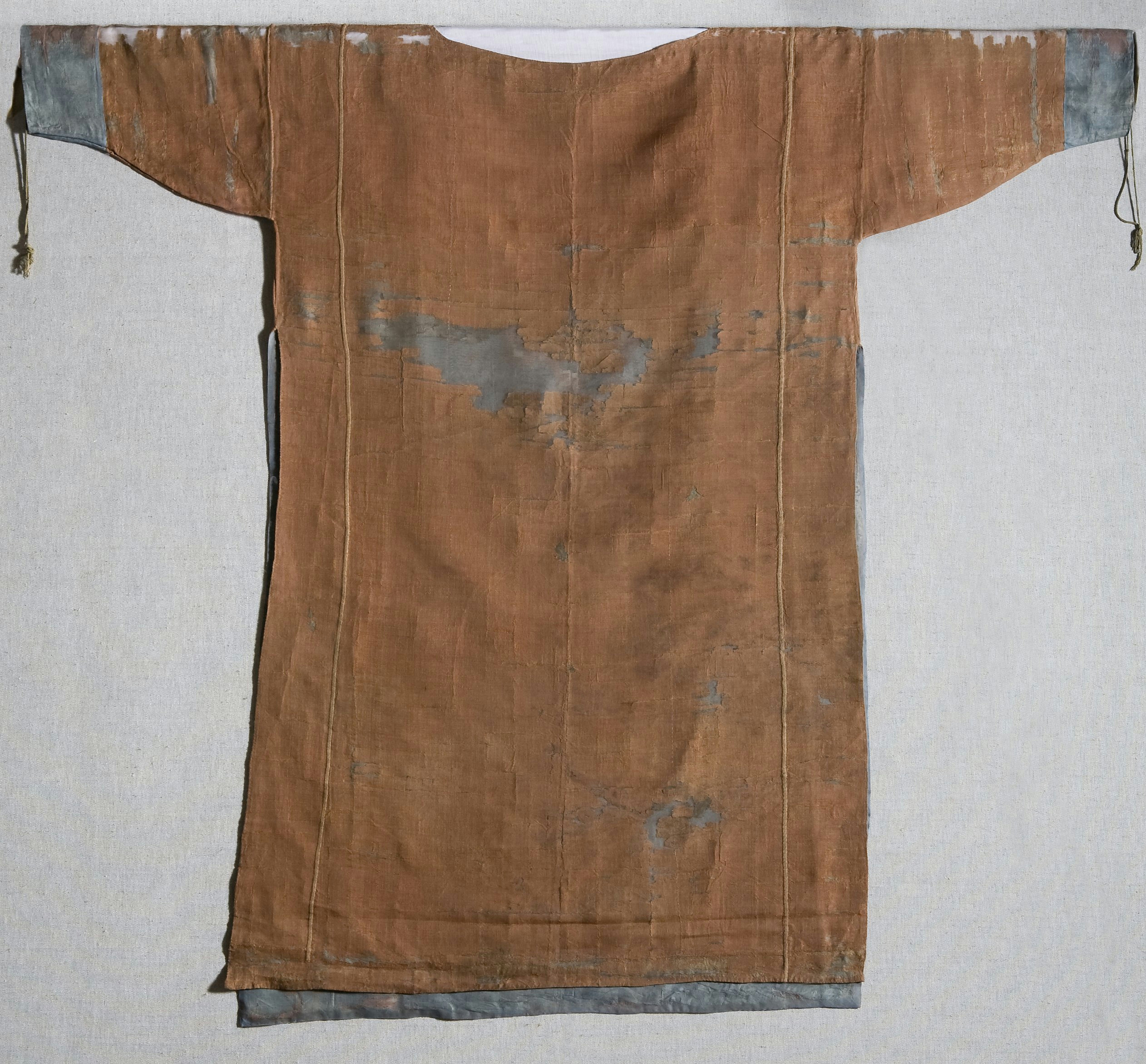
Tunica von Gerlach in der Schatzkammer der St. Gerlach-Kirche